# NGC 3774
NGC 3774 est une petite galaxie spirale barrée située dans la constellation de la Coupe. NGC 3774 a été découverte par l'astronome américain Francis Leavenworth en 1887.

## Caractéristiques
Sa vitesse par rapport au fond diffus cosmologique est de 6 518 ± 40 km/s, ce qui correspond à une distance de Hubble de 96,1 ± 6,8 Mpc (∼313 millions d'al).
La classe de luminosité de NGC 3774 est I-II.